# Earophila badiiplaga
Earophila badiiplaga là một loài bướm đêm trong họ Geometridae.